# Mercedes-Benz W194
Mercedes-Benz 300SL (W194) - спортивний автомобіль, виготовлений німецьким виробником автомобілів Mercedes-Benz в 1952 році.

## Опис
Mercedes-Benz домінував у перегонах на Гран-Прі в 1930-х, але після Другої світової війни компанія була буквально розбита. Після надзвичайно швидкого відновлення в кінці 40-х років, корпоративне управління вирішило ще раз інвестувати в автомобільний спорт, щоб показати, що вони на шляху назад. Новий гоночний автомобіль був розроблений і, оскільки ресурсів було мало, він базувався на деталях найбільшої моделі Mercedes-Benz 300. Підвіска коліс і силовий агрегат були отримані від великого лімузина і двигуна, який був встановлений під нахилом на 50° в моторному відсіку, щоб зменшити висоту і зменшити передню площу, прийшов з дверної моделі 300S.
Ці стандартні компоненти були важкими і двигун давав низьку потужність порівняно з конкурентами. Щоб утримати зменшити вагу, дизайнери створили легкий каркас з труб і обтічним кузовом з низьким опором повітря, що збільшується на максимальній швидкості. Трубна рама займала багато місця, тому звичайні двері не можна було використовувати. Замість цього були використані двері типу крило чайки.
Перегоночна команда «Мерседес» дебютувала в 1951 році в кількох менших змаганнях в Південній Америці з довоєнною моделлю W154, але сезон 1952 року вона повністю провела на автомобілях W194. Після дебюту в Mille Miglia, кузов отримало більші двері до змагань Le Mans. У перегоні Eifel змагалися з відкритими кузовами, а в Carrera Panamericana використали більший 3,1-літровий двигун.

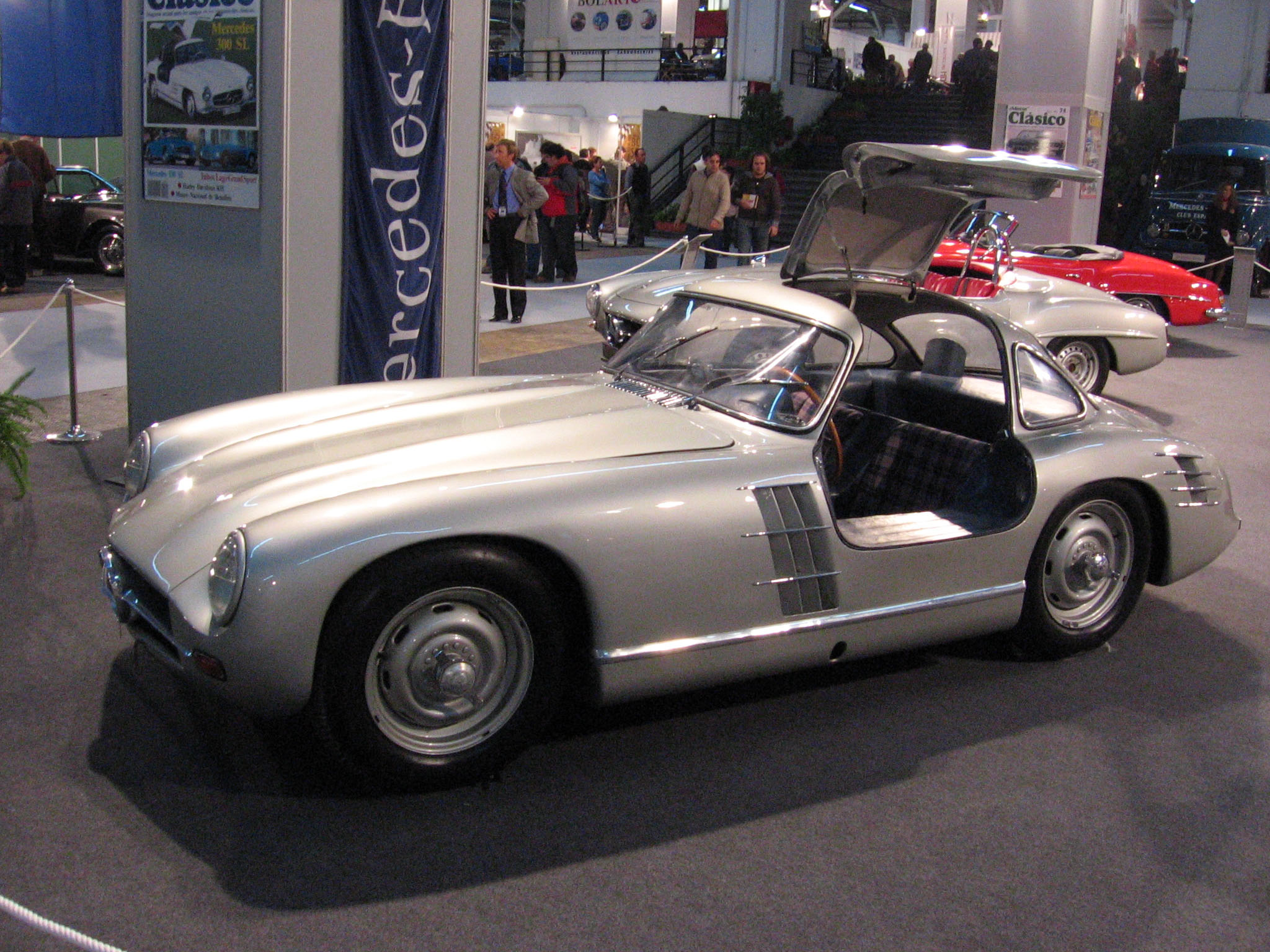
Mercedes-Benz 300SL (W194) 1953

До першого сезону Чемпіонату світу з спортивних автомобілів 1953 року дизайнери розробили автомобіль з модифікованим кузовом, більш сильним двигуном і трансмісією, але керівництво компанії вирішило припинити програму і сконцентрувати ресурси на розробці автомобіля Формули 1 W196 до сезону 1954 року. Замість цього був розроблений спортивний автомобіль 300 SL.

## Двигуни
- 3.0 L M194 I6 170 к.с. при 5200 об/хв
- 3.0 L M194 I6 200/201 к.с.